# Stosunki polsko-niemieckie od X do XII wieku

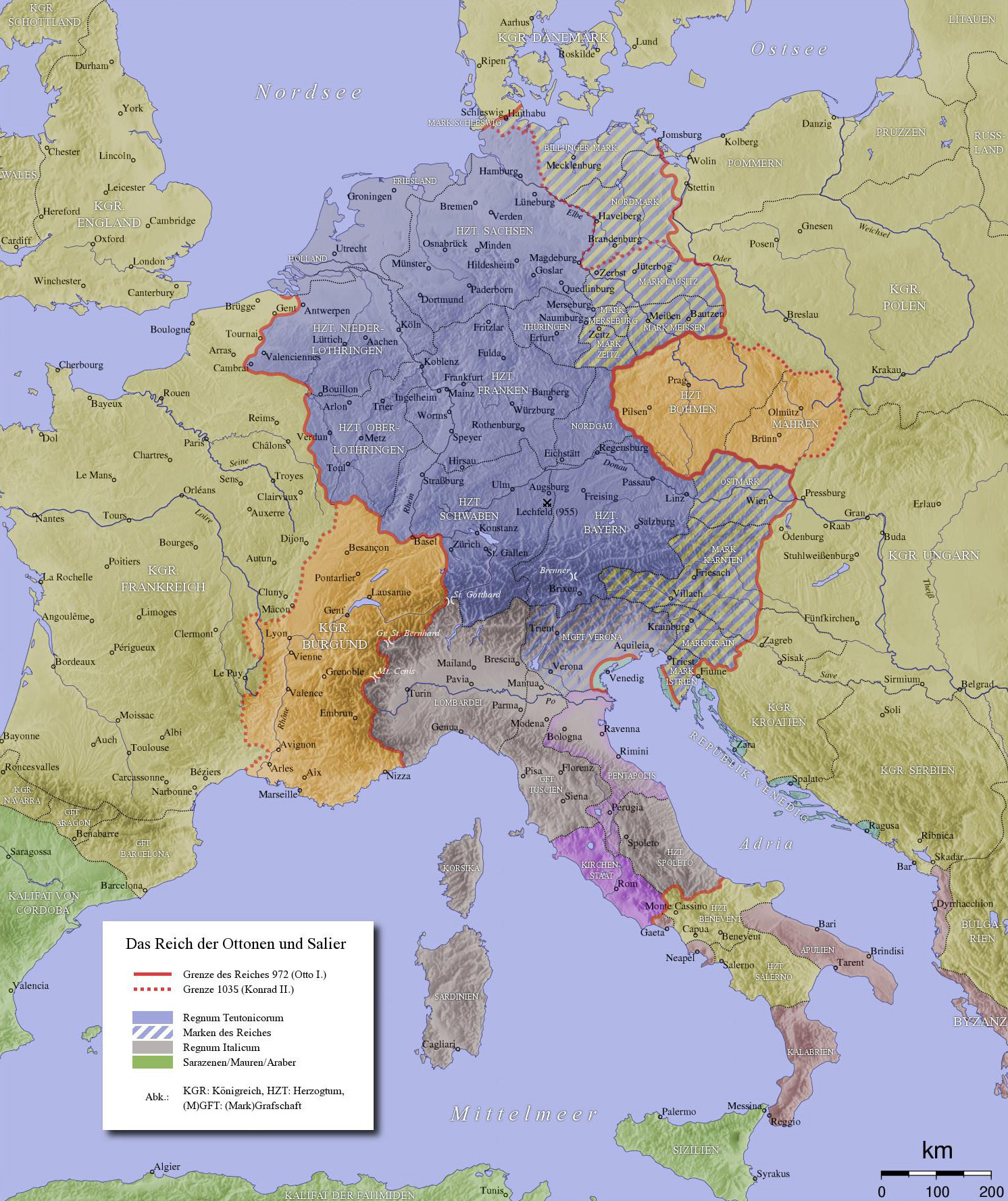
Święte Cesarstwo Rzymskie w X-XI wieku

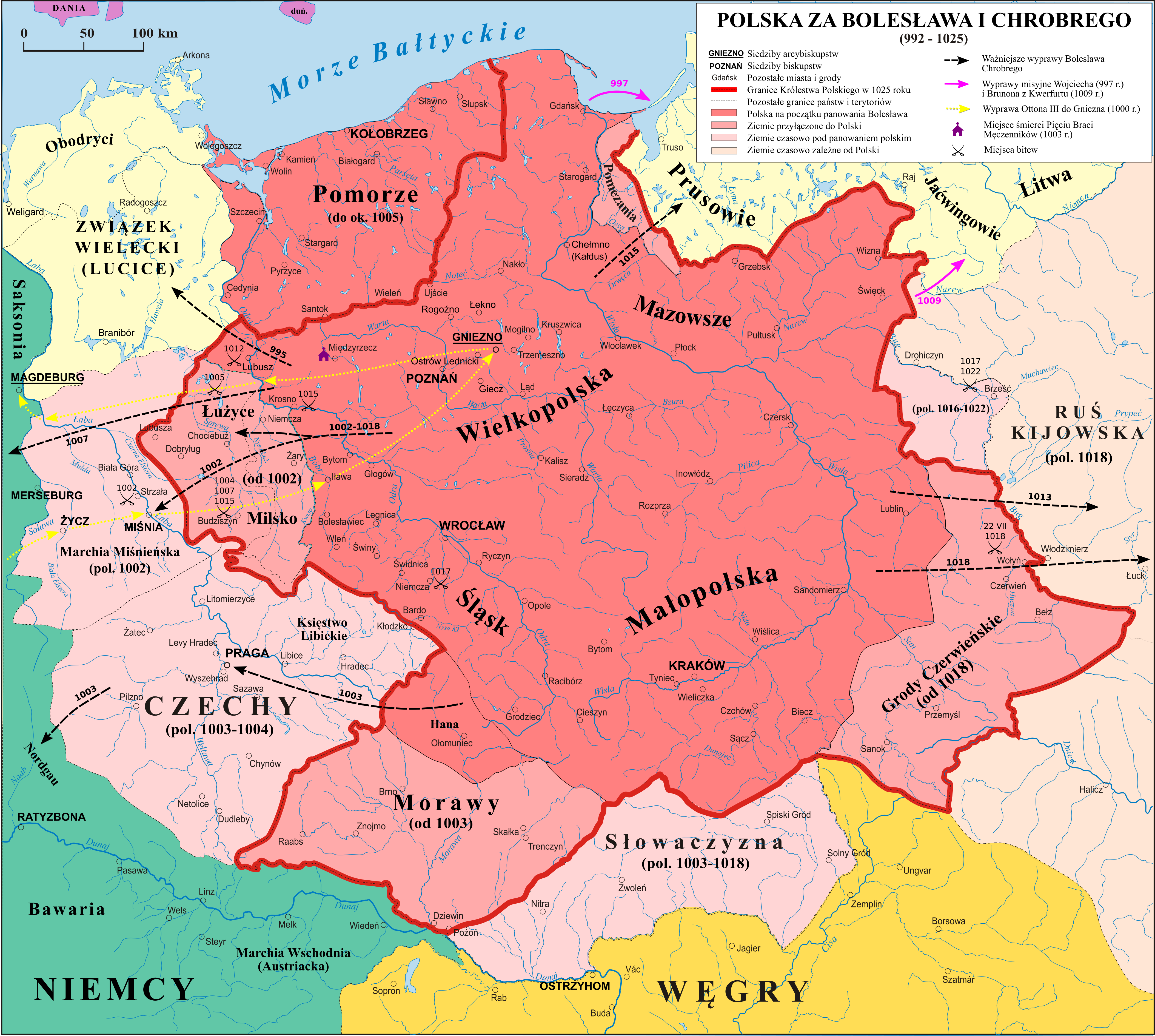
Polska w latach 992–1025

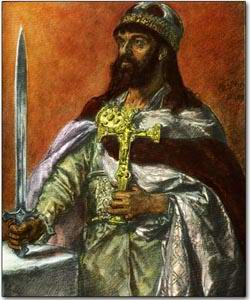
Książę Polan Mieszko I był nazywany przez Widukinda z Korbei amicus imperatori (przyjacielem cesarza) Ottona I

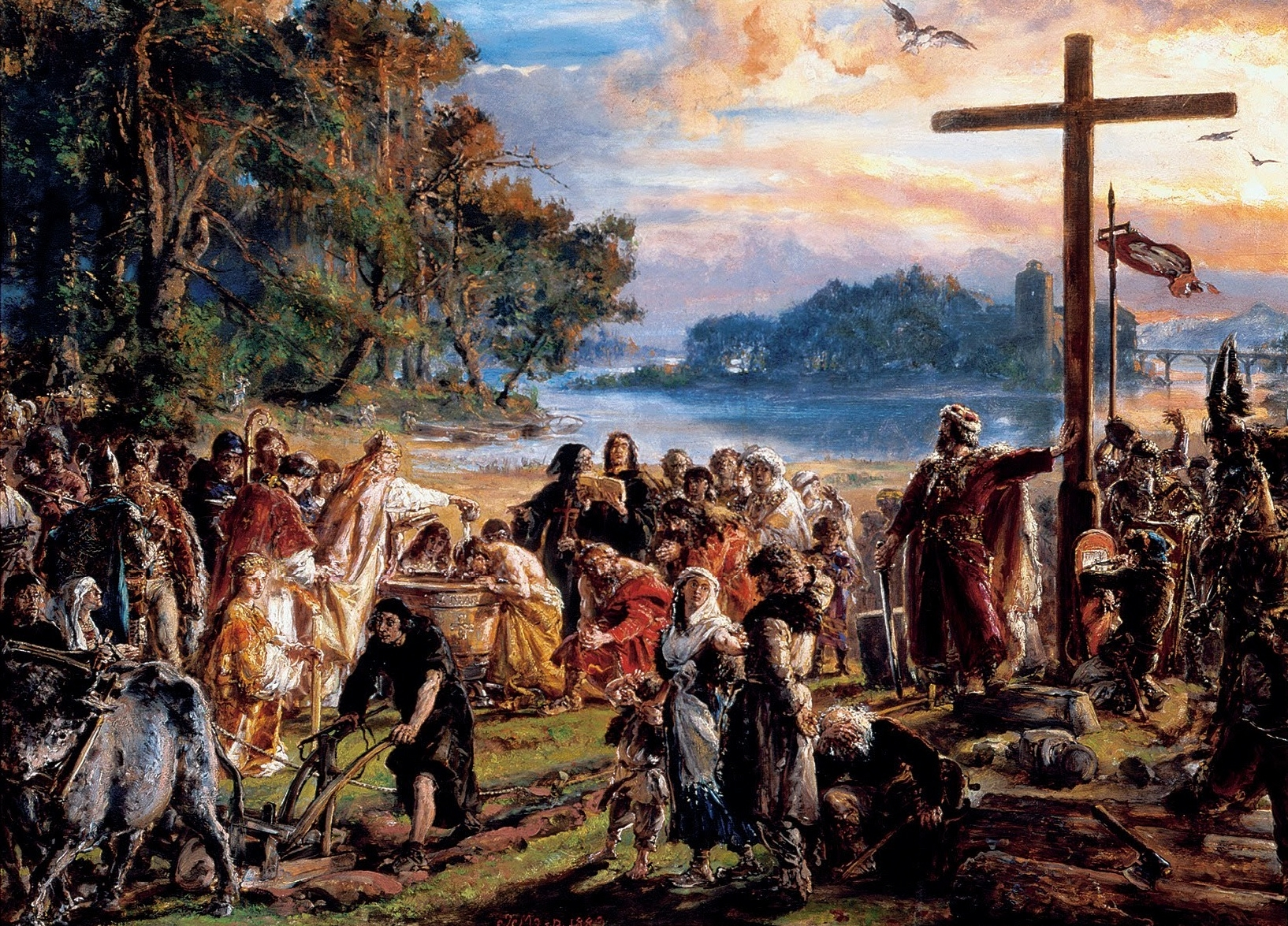
Jan Matejko, Zaprowadzenie chrześcijaństwa, Unger, drugi poznański biskup misyjny dla całej Polski był Niemcem

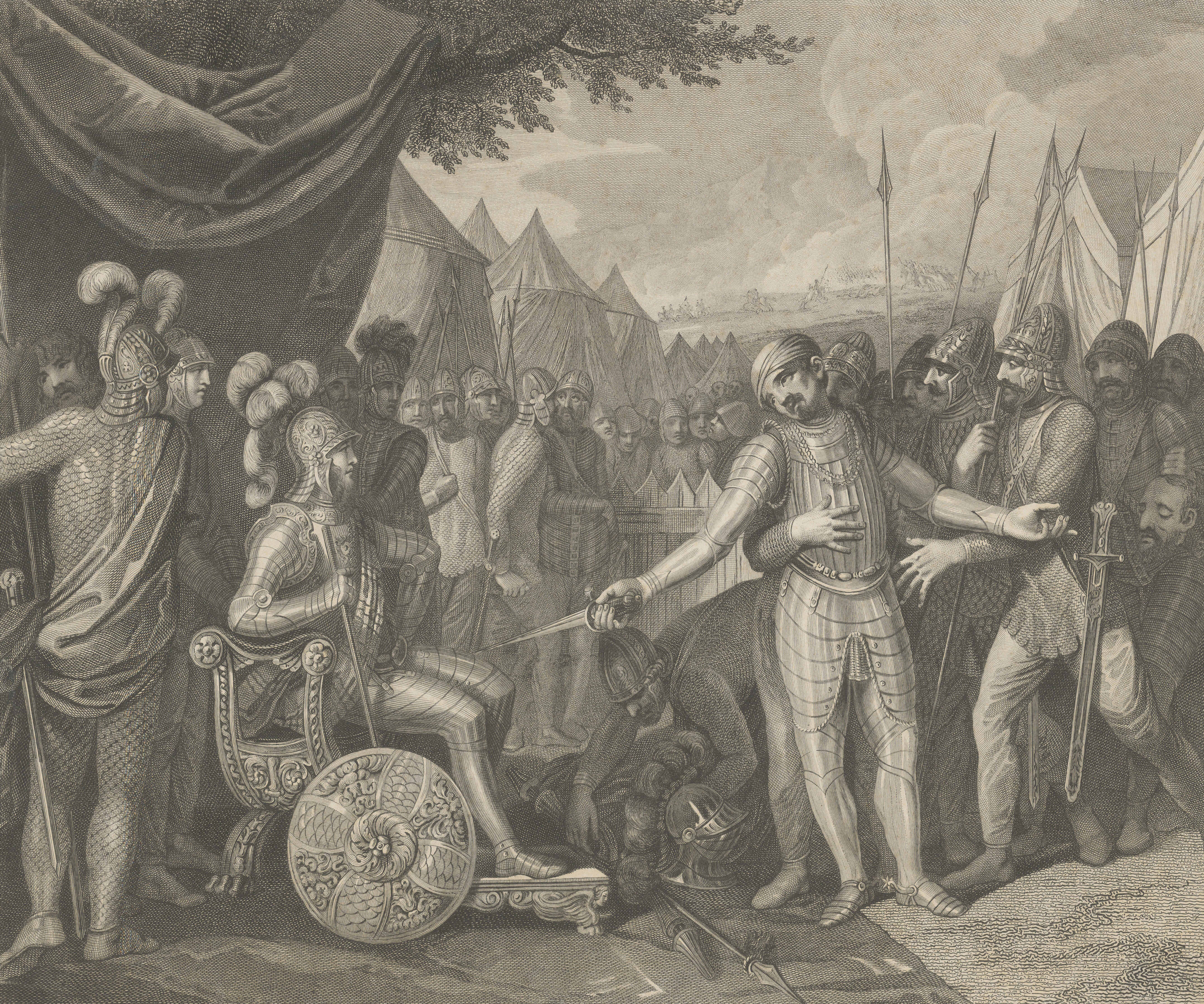
Wichman poddaje się księciu Mieszkowi, grafika według Franciszka Smuglewicza

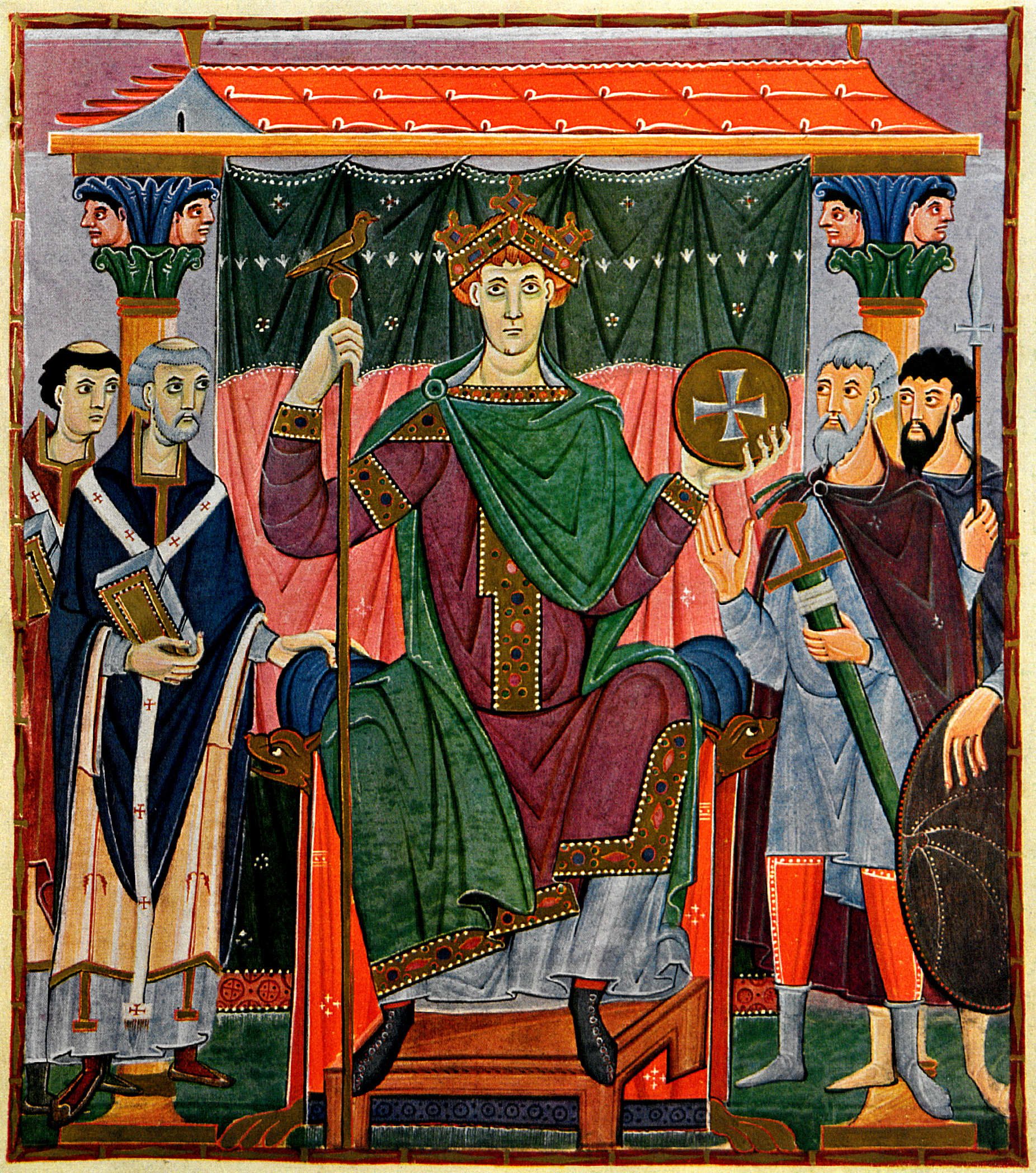
Cesarz Otton III w 1000 roku odbył pielgrzymkę do grobu św. Wojciecha w Gnieźnie, fragment Ewangeliarza Ottona III z ok. 1000 roku

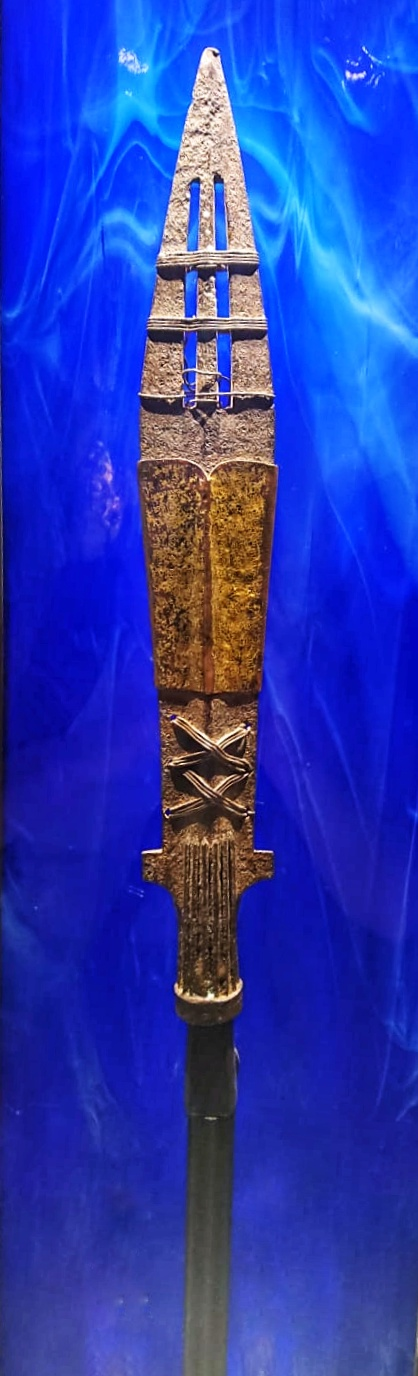
Kopia Włóczni Świętego Maurycego, którą Otton III wręczył Chrobremu w Gnieźnie w 1000 roku

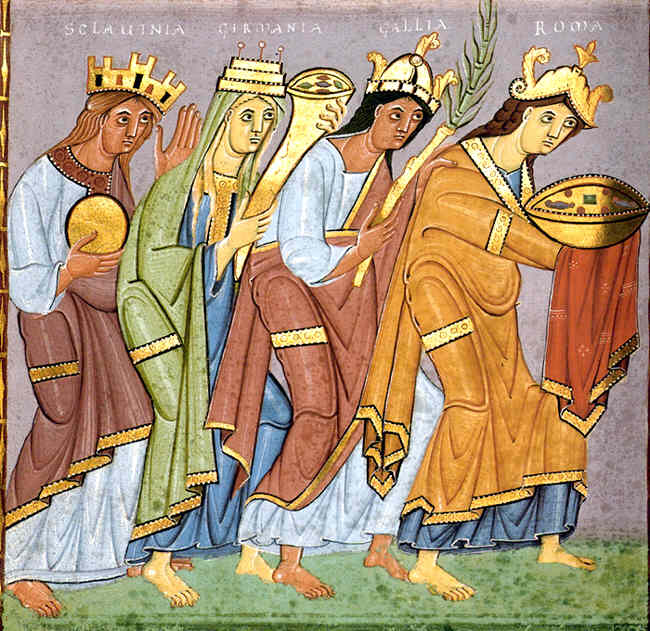
Sclavinia, Germania, Galia i Roma składają hołd Ottonowi III, fragment Ewangeliarza Ottona III z ok. 1000 roku

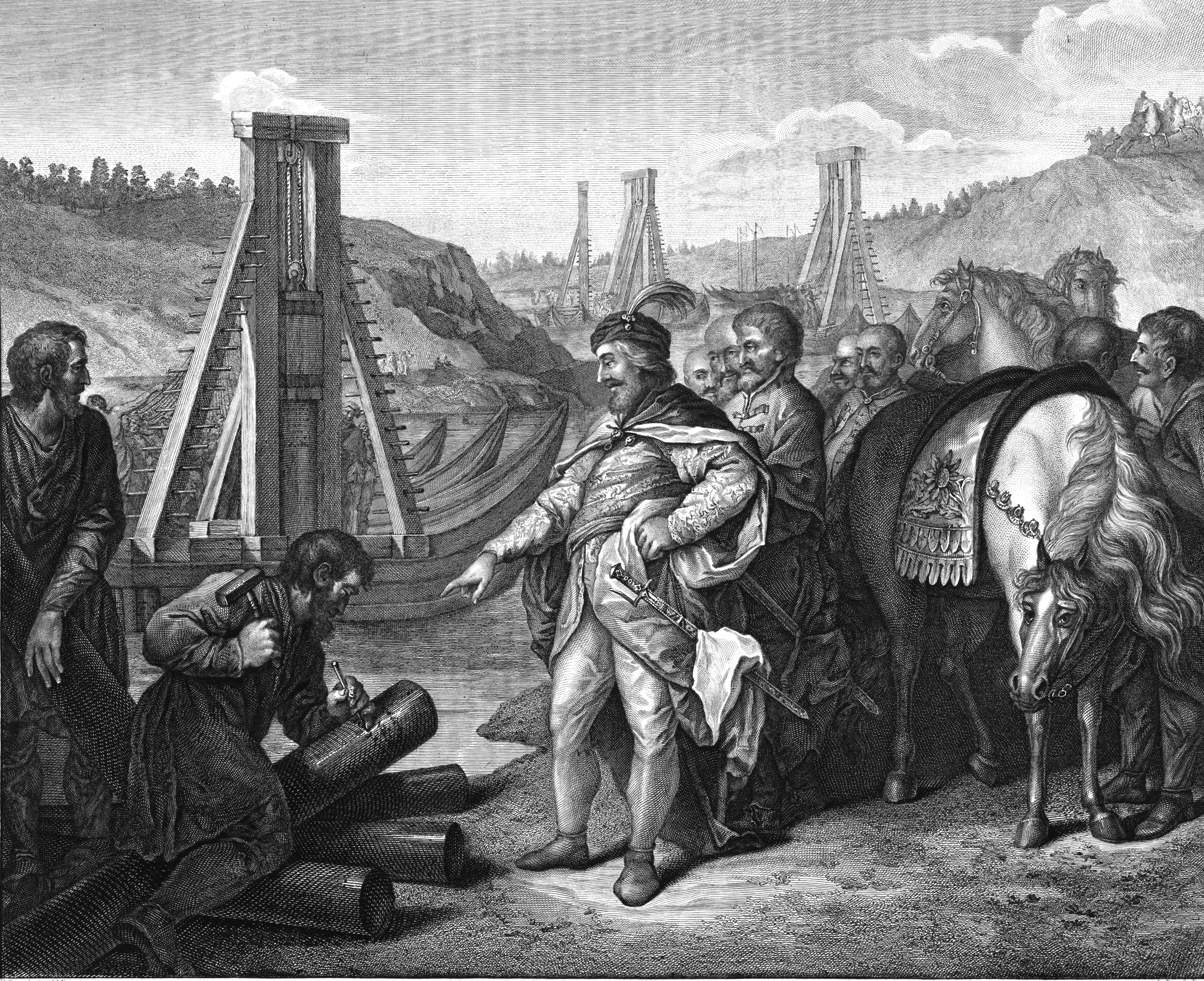
Bolesław Chrobry wbija słupy graniczne w Łabę i Soławę, grafika z Album Wileńskie Jana Kazimierza Wilczyńskiego

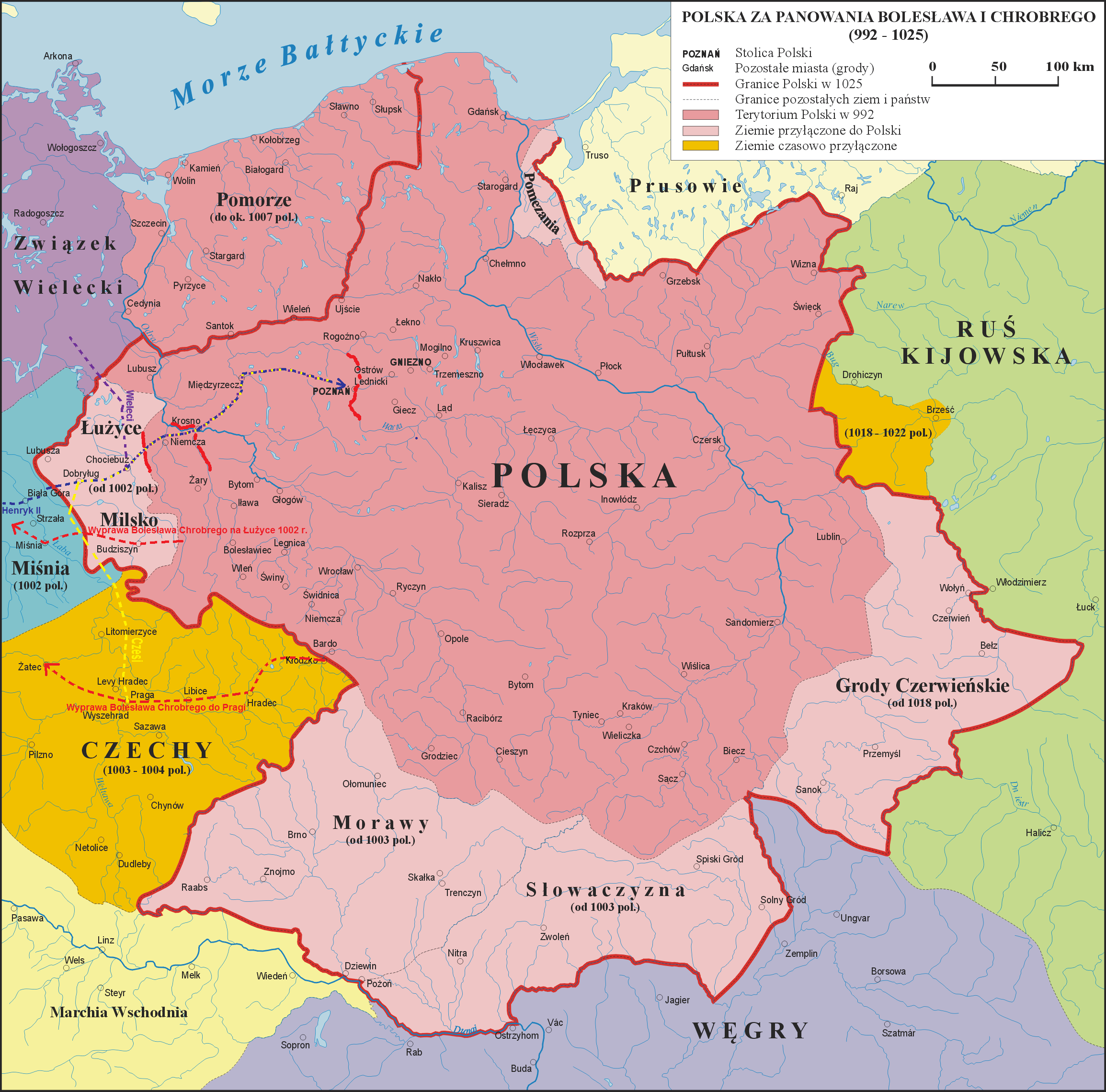
Działania podczas wojny polsko-niemieckiej w latach 1002–1005

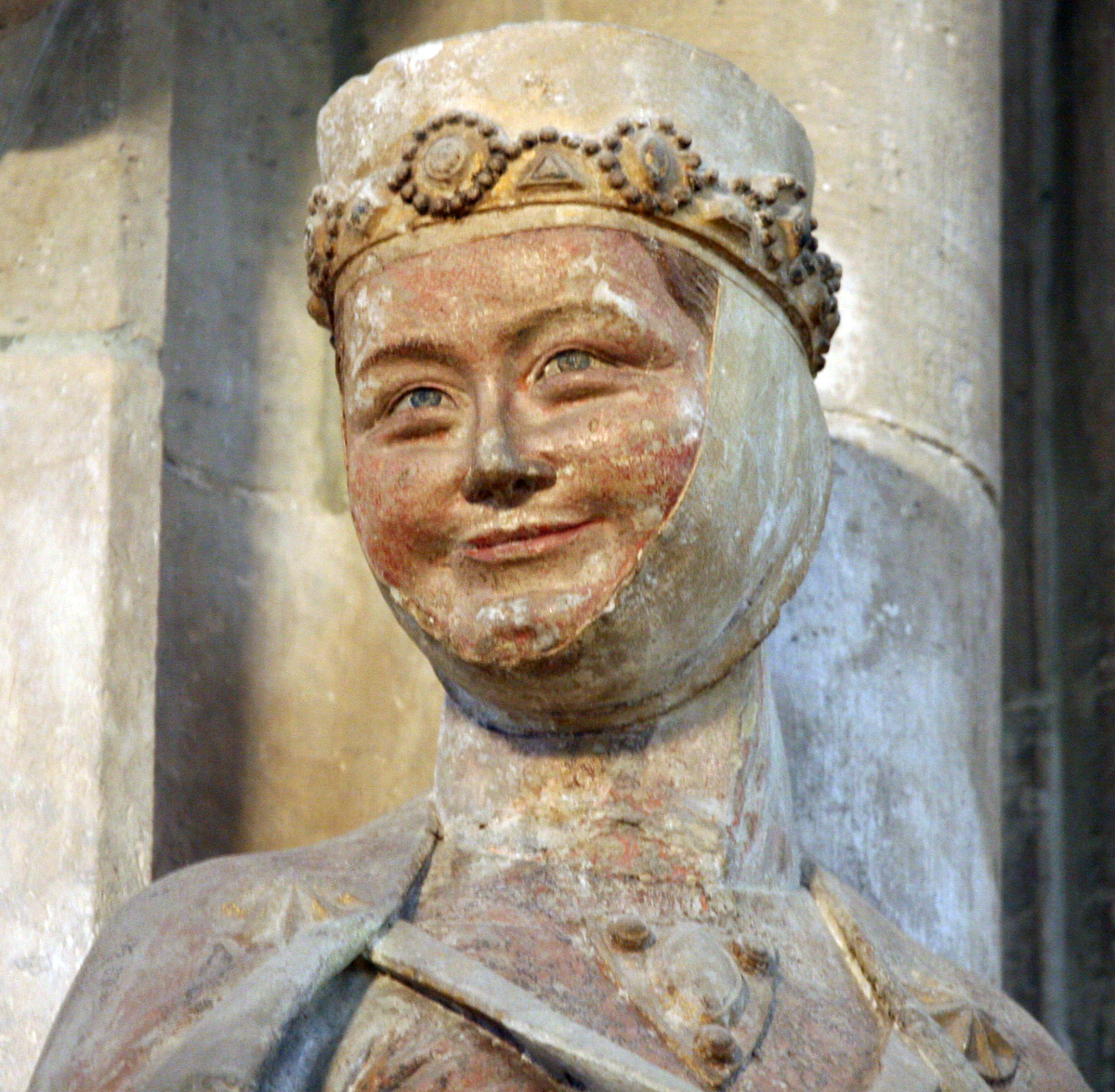
Regelinda, córka Bolesława I Chrobrego wyszła za mąż za margrabiego Miśni Hermana, figura gotycka w katedrze w Naumburgu

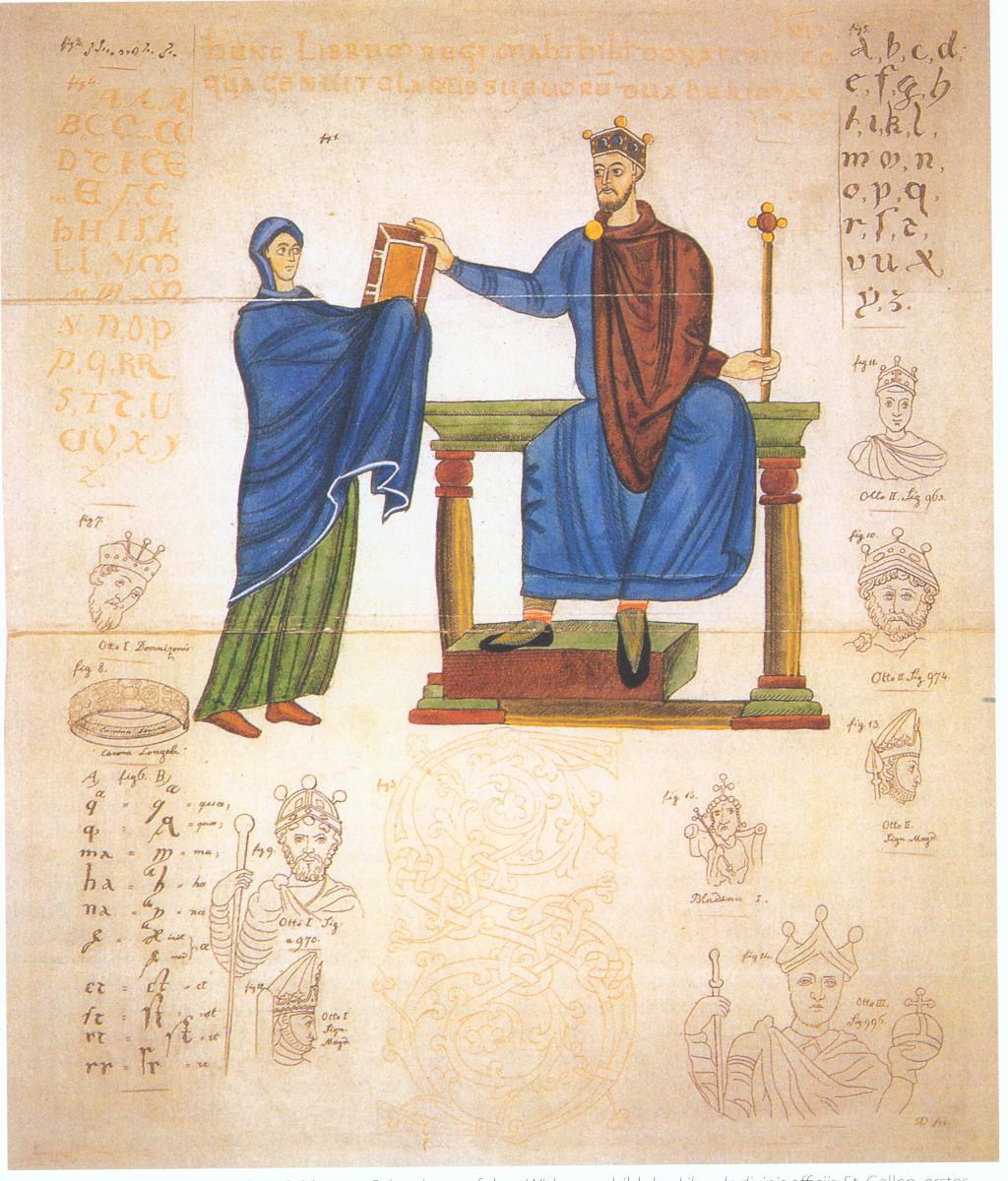
Księżna Matylda Szwabska wręcza księgę liturgiczną królowi Polski Mieszkowi II

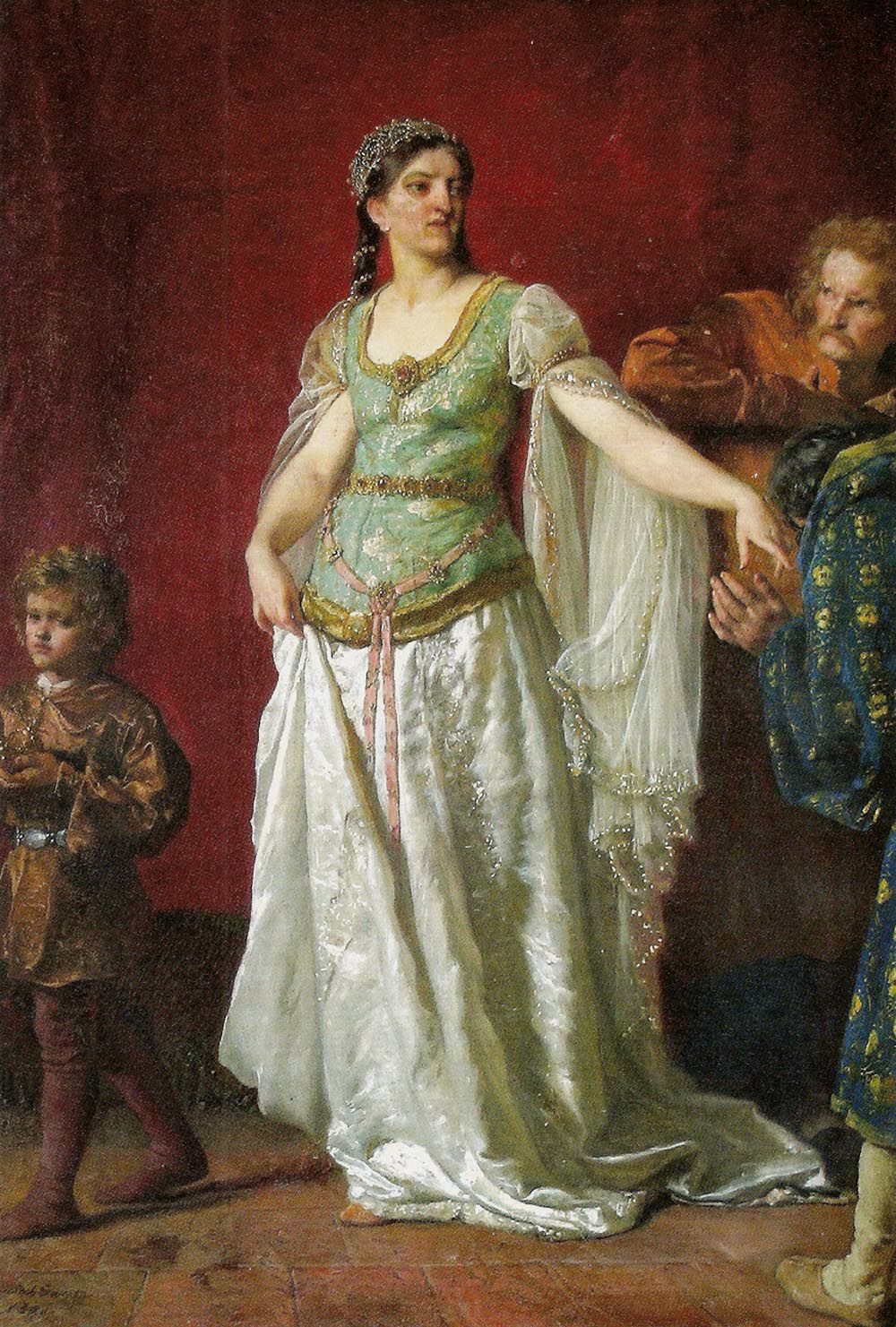
Królowa Ryksa, obraz Wojciecha Gersona, poprzez małżeństwo z nią Mieszka II, Piastowie spokrewnili się z dynastią Ludolfingów

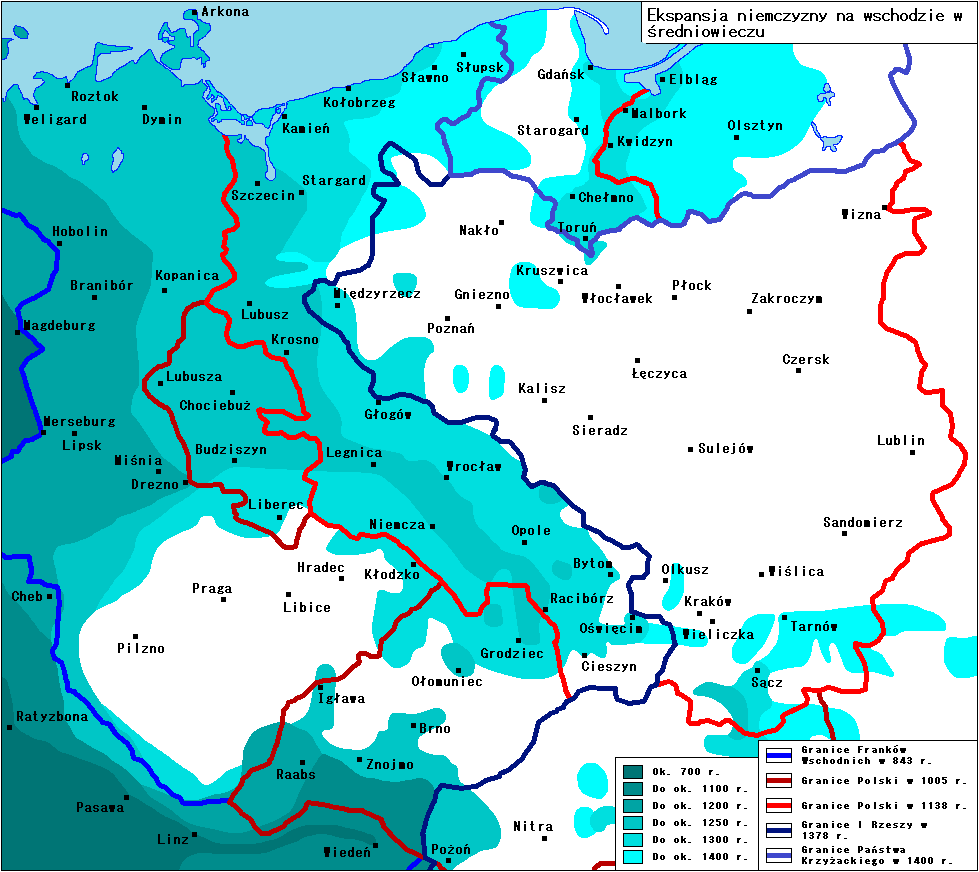
Osadnictwo i podboje niemieckie na wschodzie do 1400

Stosunki polsko-niemieckie w X-XII w. – Państwo pierwszych Piastów już od swych początków w 963 roku stykało się z Niemcami. Niemcy wówczas składały się z księstw feudalnych, które razem z Italią i Czechami wchodziły od 962 roku w skład odnowionego przez Ottona I Cesarstwa Rzymskiego.
Koligacje pierwszych Piastów z dynastiami niemieckimi były nader częste (podobnie później było tylko u Piastów śląskich) i potwierdzały ich zainteresowanie Zachodem, stosunkom z którym nadawali wielkie znaczenie.

## Stosunki polityczne Polski z państwami niemieckimi od 963 do 1138 roku
W okresie od panowania Mieszka I do śmierci Bolesława Krzywoustego (1138) cesarstwo rzymskie składało się z kilku części. Były to: Królestwo Niemiec, Królestwo Italii (Longobardii) i (od 1032) Królestwo Burgundii. Niemcy były trzonem cesarstwa, a król Niemiec był zarazem królem rzymskim (Italii) i burgundzkim. W tym czasie Niemcy rządzone były przez dynastię saską Luitpoldingów (919–1024), a następnie salicką (1024–1125), których rodową domeną było Księstwo Bawarii, zaliczane do największych księstw w Rzeszy. Pozostałością państwa Lotara było Księstwo Lotaryngii, dzielące się od X wieku na Lotaryngię Górną (obecną L.) i Dolną i rządzone we wspomnianym okresie przez władców z dynastii mozelskiej i ród z Verdun. W kierunku południowo-wschodnim leżała Marchia Austrii, rządzona przez margrabiów z domu Babenbergów. W bliskim sąsiedztwie Polski leżały Marchia Północna oraz Marchia Wschodnia ze zdobytą Miśnią. W sąsiedztwie Marchii Północnej i Miśni leżały Łużyce Dolne okresowo złączone z Miśnią i rządzone przez margrabiów z dynastii Wettinów. Księstwo Saskie rządzone było od 961 roku przez dynastię Billungów. Z innych państw niemieckich wchodzących w skład Rzeszy należy wymienić: Szwabię, Frankonię i Flandrię.
Polska, ze względu na bliskie sąsiedztwo z Rzeszą, skazana była na utrzymywanie kontaktów z tymi państwami. Kontakty te przejawiały się w różnych aspektach. Były to mieszane małżeństwa pomiędzy Piastami i Piastównami a dynastami niemieckimi, jak też w sojuszach, kontaktach dyplomatycznych i kościelnych. Często feudałowie niemieccy okazywali się cennymi sojusznikami władców Polski w walce przeciw cesarzowi bądź królowi niemieckiemu. Kontakty Polski z państwami niemieckimi w okresie wczesnopiastowskim były silniejsze i bardziej regularne niż stosunki z Czechami, Węgrami czy Rusią.
Pierwsze spotkanie z Niemcami potwierdzone w źródłach przypada na rok 963. W tym roku niemiecki awanturnik Wichman, posługując się pogańskimi Redarami najechał na ziemie księcia Mieszka za Odrą. Wichman, wróg króla Ottona I i książąt saskich wystąpił więc nieoficjalnie przeciw Mieszkowi, uważanemu w tym czasie za przyjaciela (amicus imperatoris) Ottona I. Atak na ziemie Mieszka nastąpił bez wiedzy Ottona, ale w porozumieniu z Geronem, margrabią Marchii Wschodniej. Kraj ten był najbardziej na wschód wysuniętym państewkiem niemieckim. Najazd Wichmana, skłóconego z cesarzem, uznano więc w Niemczech za inspirację Gerona. Mieszko w tym samym czasie zagrożony kolejnym najazdem poddał się władzy Ottona I. Zobowiązał się płacić trybut Ottonowi aż po rzekę Wartę. Uznany został za przyjaciela cesarza. Układ z Ottonem był korzystny dla Mieszka, zabezpieczał go bowiem przed najazdami władców niemieckich graniczących ze Słowianami. Otton zaś obawiał się nadmiernego wzrostu potęgi Marchii Wschodniej, dlatego też w 965 roku została ona podzielona na 5 części. W roku 967 Wichman ponownie najechał na ziemie Mieszka wraz z Wolinanami. Poniósł klęskę i sam zginął, jego śmierć nie doprowadziła do zmiany wzajemnych stosunków cesarza i Mieszka. Kolejną prywatną wyprawą feudałów niemieckich na kraj Mieszka I był najazd margrabiego Hodona. Został on pokonany przez Mieszka i jego brata Czcibora w bitwie pod Cedynią. Pokonany został też graf Zygfryd, uczestniczący w wyprawie razem z Hodonem. Na zjeździe w 973 roku w Kwedlinburgu Otton stronniczo rozstrzygnął spór. Wziął w obronę pobitych feudałów niemieckich, a od Mieszka zażądał jako zakładnika jego syna Bolesława. Wkrótce Otton I umarł, a Mieszko nie uznał jego następcy Ottona II. Zawarł sojusz z rywalem nowego króla, Henrykiem księciem Bawarii w 974. Sojusz ten poszerzony został też o władcę Czech. Po pobiciu Czechów w 978 r., w 979 miała miejsce pierwsza wyprawa cesarska na Polskę. Nie przyniosła ona sukcesów, jej skutkiem było zupełne zerwanie zależności lennej przez Mieszka. Pierwszym małżeństwem Piastów z dynastami niemieckimi było małżeństwo Mieszka I z Odą, córką margrabiego Marchii Północnej Dytryka. Zawarte ono zostało w 979 lub 980 roku. Oda, dotąd zakonnica, została oddana Mieszkowi, według słów Thietmara, dla zbawienia ojczyzny, dla umocnienia niezbędnego pokoju i trwałego pojednania. Widać, że pokój był bardzo potrzebny Niemcom, a małżeństwo z Niemką Odą miało go zapewnić.
Po śmierci Ottona II w 983 roku Mieszko wraz z Czechami i Obodrytami ponownie nie uznał nowego władcy Ottona III. Popierali oni ponownie kandydata do korony niemieckiej Henryka księcia Bawarii. Jednak już w 985 roku Mieszko przerzucił się do obozu Ottona III, żegnając tym samym niebezpieczeństwo cesarskiej wyprawy na Polskę. Mieszko do końca swojego panowania pozostał wierny Ottonowi III. W roku 983 lub 984 syn Mieszka I, Bolesław zawarł małżeństwo z córką margrabiego Miśni, Rygdaga. Wiązało to Mieszka jeszcze bardziej z Niemcami, którzy właśnie odebrali Miśnię z rąk czeskich.
Nie wiadomo niczego o kontaktach następcy Mieszka – Bolesława I Chrobrego z feudałami niemieckimi w pierwszych latach panowania polskiego władcy. Bolesław, a także jego następca, mogli jednak liczyć na ukrytych sprzymierzeńców na terenie Lombardii i Nadrenii. Prestiż Chrobrego wzrósł niebywale w czasie zjazdu gnieźnieńskiego, w trakcie którego cesarz Otto (w porozumieniu z papieżem Sylwestrem II) ustanowił metropolię gnieźnieńską, a samego Chrobrego – według Galla Anonima – ustanowił „bratem i współpracownikiem Cesarstwa i nazwał go przyjacielem i sprzymierzeńcem narodu rzymskiego”. Polityka następcy Ottona III – Henryka II była wyraźnie antypolska. 3 kwietnia 1002 roku Ekkehard margrabia Miśni został (zapewne z polecenia Henryka II) zamordowany. Wykorzystał to Chrobry, zajmując Milsko, Łużyce i Miśnię. Zyskał poparcie słowiańskiej ludności tych ziem, powołując się na pokrewieństwo z zamordowanym margrabią i rzekomy układ z Henrykiem II. W 1002 roku na zjeździe w Merseburgu panowie niemieccy uroczyście uznali Henryka II za króla. Na tym samym zjeździe Henryk uznał władzę Chrobrego nad Milskiem, Łużycami i Budziszynem, a Miśnię oddał bratu Ekkeharda – Guncelinowi. Na tym zjeździe Bolesław został napadnięty przez rycerzy niemieckich. Honor Niemców i uratowanie życia Bolesław zawdzięczał margrabiemu Henrykowi i księciu saskiemu Bernardowi, niewątpliwie sojusznikom. Wybuchła wojna Bolesława z Henrykiem II. W wyprawach Henryka na Polskę uczestniczył Henryk książę Bawarii. Reszta feudałów niemieckich popierała Chrobrego, nie uczestnicząc w wyprawach cesarskich. Po długiej wojnie zawarto w 1013 roku pokój w Merseburgu. Syn Chrobrego Mieszko zawarł ślub z krewną cesarską, Ryksą córką palatyna lotaryńskiego. W kolejnej wojnie trwającej do 1018 roku cesarza wsparli książęta Bawarii i Saksonii, uczestnicząc w wyprawie na Polskę. Wojny z Henrykiem zakończył pokój w Budziszynie w 1018. Związki Chrobrego z margrabią Miśni przypieczętowano dwoma małżeństwami. W 1013 roku Mieszko syn Chrobrego poślubił Ryksę, córkę Herenfieda Ezzona palatyna lotaryńskiego, krewną cesarską. W tym samym okresie córka Bolesława Chrobrego Regelinda została żoną Hermana, margrabiego Miśni. Bolesław poślubił zaś w 1018 roku Odę, siostrę Hermana.
Małżeństwo Mieszka II z Rychezą odegrało poważną rolę już w momencie jego zawierania, jednak jeszcze większe konsekwencje tego mariażu miały wyjść w okresie odbudowy państwa polskiego przez Kazimierza Odnowiciela. Syn Chrobrego, Mieszko II już samą swoją koronacją zyskał sympatię panów niemieckich. Świadczy o tym list do Mieszka II od Matyldy żony Fryderyka księcia Lotaryngii. Fryderyk stał wtedy na czele opozycji feudałów niemieckich niechętnych królowi Konradowi, następcy Henryka. Książęta Lotaryngii od czasu małżeństwa Rychezy-Ryksy byli sojusznikami Polski, widząc w jej władcach sojuszników w przetargach i walkach z cesarzem. W czasie wojny z Konradem w latach 1028–1030 Mieszko II uzyskał w walkach pomoc Zygfryda, syna margrabiego Hodona. Atutem Mieszka było wykorzystywanie antagonizmów pomiędzy panami niemieckimi. W 1031 roku wewnętrzne niesnaski państwa Piastów wykorzystał z kolei cesarz Konrad, atakując je jednocześnie z Jarosławem Mądrym, co doprowadziło w rezultacie do upadku rządów Mieszka II. W okresie zamętu z lat 1033–1041 obrony Polski nie utrzymywano oddzielnych stosunków z władcami niemieckimi. Sam Kazimierz I zawdzięczał swoje osadzenie na tronie interwencji Konrada II. Kazimierz popierał później Henryka III przeciw Czechom, dzięki czemu w 1054 na zjeździe w Quedlinburgu odzyskał Śląsk, zajęty przez Brzetysława w 1038 roku. Kazimierz utrzymywał kościelne kontakty z Kolonią i jej arcybiskupem Hermanem, bratem Rychezy.
Kolejny władca, Bolesław Śmiały nie popierał już nowego władcy Henryka IV. Spór Śmiałego z Henrykiem IV miał szerszy aspekt, będąc częścią wewnątrzniemieckiego konfliktu i walki cesarza z papieżem. Bolesław Śmiały popierał antyniemiecko nastawionych Arpadów na Węgrzech. W 1071 roku Śmiały udał się do Miśni na rozsądzenie przez Henryka IV zatargu z Wratysławem czeskim o Śląsk. Udało mu się tam nawiązać kontakty z opozycją niemiecką. Czołowym przeciwnikiem Henryka IV był biskup miśnieński Benon. W kolejnym roku Bolesław zaatakował Czechy, co oznaczało ostateczne zerwanie z jakąkolwiek zależnością Polski od cesarstwa. Henryk nie mógł podjąć działań, gdyż do opozycji należeli też wpływowi Sasi rządzeni przez Billungów. Wielka wyprawa Henryka IV na Polskę nie doszła do skutku właśnie z powodu wielkiego buntu Sasów. Magnus książę saski był dość luźno spokrewniony z Bolesławem, pojął bowiem za żonę siostrę Gejzy króla węgierskiego, która w młodości wraz z ojcem przebywała na dworze polskim. Obok Magnusa i Bennona sojusznikiem Bolesława był margrabia Miśni Ekbert. Wybuch powstania w 1073 roku był zaplanowany wspólnie z Polską. Sojusz Sasów istniał nie tylko z Polską i Węgrami, ale też z nieprzejednanymi wrogami Sasów, Wieletami. Przymierze to było bardzo niebezpieczne dla pozycji Henryka IV. Uformowany w 1073 roku front anty-henrykowski: Polski, Saksonii, Wieletów został w 1074 wzmocniony Węgrami i poparciem papiestwa. Naturalnie narastające konflikty tych państw z Henrykiem IV były na rękę Grzegorzowi VII, samemu poszukującemu sojuszników w walce z Henrykiem IV. Następca Śmiałego Władysław I Herman związał się blisko z Henrykiem IV, biorąc za żonę Judytę Marię, siostrę cesarza, wdowę po królu węgierskim Salomonie (1089). Oznaczało to duży zwrot w polityce wobec cesarstwa. Salomon był stronnikiem cesarskim, to właśnie przeciw niemu Bolesław Śmiały popierał Gejzę. Zbliżenie do cesarstwa oznaczało w czasach Hermana zerwanie z papiestwem. W latach osiemdziesiątych można odnotować wiele faktów świadczących o nawiązaniu przez dwór polski i Kościół kontaktów z niemieckimi ośrodkami kościelnymi, co należy interpretować jako rezultat zerwania z kurią i ułożenia się Niemcami. Nastąpiło odwrócenie systemu sojuszy w Europie Środkowo-Wschodniej. Siłą rzeczy oznaczało to rozluźnienie stosunków państwa Piastów z państwami niemieckimi. Opozycyjni władcy niemieccy nie szukali już sojuszników na dworze polskim będącym w tym czasie klientem cesarstwa. Z roli podmiotu Polska stała się przedmiotem dziejów zmagań z cesarstwem. Sytuacja miała się już zmienić za panowania Bolesława Krzywoustego (1102–1138), który w roku 1108 w obliczu najazdu niemiecko-czeskiego na Węgry poprowadził dywersyjną wyprawę na Czechy, występując jako sojusznik króla węgierskiego Kolomana. W odpowiedzi cesarz Henryk V w 1109, pod pretekstem obrony praw brata Krzywoustego Zbigniewa podjął odwetową wyprawę na Polskę, która mimo wsparcia czeskiego zakończyła się niepowodzeniem. W obliczu śmierci Zbigniewa, trudności wewnętrznych kolejnego cesarza Lotara III oraz konieczności uregulowania statusu zdobytego przez Krzywoustego Pomorza, obydwie strony zawarły kompromis. 15 sierpnia 1135 w czasie zjazdu w Merseburgu Krzywousty uznał się za lennika cesarskiego (spornym pozostaje, czy z całej Polski, czy tylko Pomorza), uiścił zaległy trybut z 12 lat, w zamian za co uzyskał zgodę na zajęcie Rugii oraz został uhonorowany przez cesarza w sposób wyjątkowy – nie tylko uzyskał przysługujące wyłącznie władcom suwerennym prawo niesienia miecza przed cesarzem, ale nawet miał zostać przywitany w drodze powrotnej przez Magdeburg z honorami należnymi królom niemieckim. Przypuszcza się, że w planach cesarskich Polska miała się stać królestwem pozostającym w ramach cesarstwa (taki status uzyskały w 1085 r. Czechy).

### Polityczne aspekty małżeństw Piastów z niemieckimi dynastiami
Na pięć pokoleń Piastów zawarto z tego co wiemy 20 małżeństw. Były to małżeństwa zarówno Piastów, jak i Piastówien. Małżeństwa te można podzielić na grupy według przynależności terytorialnej. Na znanych nam związków 7 zostało zawartych z dynastiami niemieckimi, 3 z Rurykowiczami (Ruś), 3 z Przemyślidami (Czechy), 2 z Arpadami (Węgry), 2 z władcami skandynawskimi, 1 z władcą pomorskim, 1 z księżniczką połabską oraz 1 małżeństwo z osobą o nieznanym imieniu i miejscu pochodzenia (żona Bolesława Śmiałego). Jak widać 1/3 zawartych małżeństw to mariaże z rodzinami niemieckimi. Jeszcze ciekawiej sytuacja przedstawia się w przypadku analizy pokoleniowej mariaży pierwszych pięciu pokoleń Piastów. W pierwszym pokoleniu zawarto 2 mariaże, w tym jeden z Niemką. W drugim pokoleniu na sześć zawartych małżeństw dwa to małżeństwa z rodzinami niemieckimi. W trzecim pokoleniu na pięć małżeństw aż trzy to koligacje z Niemcami. W czwartym pokoleniu na trzy mariaże nie ma żadnego zawartego z Niemcami. W piątym pokoleniu na cztery mariaże jeden jest koligacją z Niemcami. Wniosek jest jeden, pierwsi Piastowie przywiązywali większą rolę do małżeństw z Niemcami niż do innych związków. Trzeba jeszcze dodać, że te 20 związków z których 7 to koligacje z Niemcami to znane nam mariaże. Wiele pozostaje nieznanych dla historyków. Koligacje te potwierdzają zainteresowanie Polski Zachodem; Niemcami. W Europie X/XI wieku tylko dwa państwa są na tyle potężne aby można było je nazwać mocarstwami. Są to cesarstwo rzymskie i cesarstwo bizantyńskie. Cała polityka ówczesnej Europy nie działa się bez udziału któregoś z tych dwóch państw.
Małżeństwa Piastów zawarte z domami niemieckimi w porządku chronologicznym:
1. Mieszko I – Oda, córka margrabiego Marchii Północnej Dytryka z Haldensleben,
2. Bolesław Chrobry – nieznana z imienia córka Rydgada margrabiego Miśni,
3. Córka Chrobrego Regelinda – Herman margrabia Miśni,
4. Mieszko II – Rycheza, córka Herenfrieda Ezona, palatyna lotaryńskiego,
5. Bolesław Chrobry – Oda, córka Ekkeharda I, margrabiego Miśni,
6. Córka Chrobrego Matylda – Otto ze Schweinfurtu, księcia Szwabii,
7. Władysław I Herman – Judyta Maria, córka cesarza Henryka II,
8. Bolesław III Krzywousty – Salomea, córka hrabiego Bergu.

Pierwszym mariażem była koligacja Mieszka I z Odą. Oda była córką Dytryka z Haldensleben, margrabiego Marchii Północnej. W latach 965–985 przebywała w klasztorze. Z inicjatywy najwyższych władz została wydobyta z klasztoru z uwagi, jak pisze Thietmar: „na dobro ojczyzny i konieczność zapewnienia jej pokoju”. Dzięki niej wielu niemieckich jeńców wróciło z Polski do domów. Małżeństwo to zostało zawarte w 978 lub 980 roku. Według ówczesnych wyobrażeń Oda jako córka margrabiego, noszącego tytuł księcia (dux), była partnerką równorzędną dla księcia polskiego, który w źródłach niemieckich i italskich występuje jako comes, marchio, iudex. Związek małżeński z Odą ułatwił Mieszkowi nawiązanie bezpośredniego kontaktu z ówczesną elitą rządzącą w Niemczech. Znaczenie współdziałania polsko-saskiego w ostatnim ćwierćwieczu epoki ottońskiej (978–1002) nadaje temu przymierzu rolę dominanty układu sił w Europie Środkowej. Niemcom zagrażali Lutycy i Czesi. Społeczny kontekst małżeństw polsko-saskich wymaga dokładnej analizy. Tradycja imion Piastów: Regelinda, Lambert, Emnilda jest do tej pory niewyjaśniona. Problematyczną sprawą są też tytuły Mieszka marcho i comes w rocznikach Nekrologicznych Fuldajskich i dux in clitus u Thietmara, rex u Widukinda. Po śmierci Ottona II książę polski został wciągnięty do wewnętrznych walk niemieckich o koronę królewską przez księcia bawarskiego Henryka Kłotnika, którego popierał teść Mieszka Dytryk. Gdy ten przerzucił się do obozu małoletniego Ottona III, Mieszko zrobił to samo. Wchodząc w układy z regentką Teofano Mieszko umocnił swoje związki z rządzącą grupą feudałów niemieckich, żeniąc swojego syna Bolesława z córką Rydgada margrabiego Miśni. Małżeństwo Chrobrego miało miejsce w 984 roku i przetrwało do rozwodu w 985 lub 986 roku. Czynne pośrednictwo Ody w rozwijaniu tych kontaktów można uznać za pewne. Nagła śmierć obu teściów polskich Piastów zmieniła charakter, ale nie osłabiła związków polskiego dworu z niemieckimi. Syn Dytryka – Bernard został pominięty w obsadzaniu Marchii Północnej na rzecz Lotara z Walbecku. Oda gwarantowała dalej dobre stosunki polsko-niemieckie. Zagrożenie przez Wieletów zmuszało Niemcy do pielęgnowania stosunków z Mieszkiem.
Na tym przyjaznym tle należy szukać też genezy znanej darowizny państwa gnieźnieńskiego (tzw. Dagome iudex) uczynionej na rzecz papieża Jana XV około roku 990 przez Mieszka I i Odę wraz z ich synami: Mieszkiem i Lambertem. Pominięcie w Dagome iudex Chrobrego jest związane z tym, że przypuszczalnie posiadał on już swoją dzielnicę z siedzibą w Krakowie. Ofiarodawcom chodziło zapewne o zapewnienie protekcji papieskiej dla Ody i jej dwóch wymienionych w dokumencie synów. Zapewne po rychło spodziewanej się śmierci Mieszka I mieli oni objąć rządy w państwie gnieźnieńskim. Mając na uwadze ówczesną zależność papiestwa od cesarstwa, jest rzeczą nieprawdopodobną, aby ta darowizna i idąca za nią protekcja mogły dojść do skutku bez wiedzy cesarzowej – regentki – Teofano. Zabiegi te nie przyniosły jednak oczekiwanych rezultatów. W 995 roku trzy lata po śmierci Mieszka I, Chrobry zjednoczył całe państwo wypędzając Odę i jej synów, pozbywając się zarazem ich popleczników. Oda nie mając po śmierci ojca skutecznego poparcia wśród feudałów saskich musiała pogodzić się z wygnaniem.
Otton III potrzebował przyjaźni Chrobrego przeciw buntującym się Wieletom i Obodrytom. Brat Ody Bernard dopiero w 1009 roku otrzymał Marchię Północną, ale nie wykorzystał swojego stanowiska dla poprawienia losu siostrzeńców. Dopiero w latach 1032–1033 wnuk Ody Dytryk otrzymał z poręki cesarza osobną dzielnicę.
W bliżej nieznanych okolicznościach Oda wstąpiła do jednego z żeńskich klasztorów w Kwedlinburgu, gdzie zmarła w 1023 roku.
Przekonanie o wysokim prestiżu małżeństw książąt piastowskich z margrabiankami wynika z porównań jakie nasuwa polityka Ludolfingów, którzy zawierali małżeństwa z sąsiadami (ks. Fryzji, Lotaryngii, kr. Węgier). Obserwacje saskiej elity politycznej, wśród których znajdują się margrabiowie, świadczą o wysokim prestiżu małżeństwa. Trzeba dodać, że do bocznych linii krewnych Ludolfingów zalicza się dziada św. Brunona z Kwerfurtu i Ekkehardynii, a także Thietmar, Billungowie i inne rody saskie.
Małżeństwo Mieszka I Ody przypadało na lata rozkwitu i potęgi państwa Piastów. Obecność Mieszka I na zjeździe wielkanocnym w 991 roku świadczy o tym, że dzięki więzom z Sasami, Piastowie należeli do ówczesnej elity.
Kolejnym małżeństwem polsko-niemieckim był mariaż Regelindy córki Chrobrego i jego trzeciej żony Emnildy. Regelinda urodziła się w 989 lub 990 roku. Geneza jej imienia nie jest wyjaśniona, później u Piastów nigdy się nie pojawiło. Imię jej jest znane ze źródeł dopiero od XIII wieku. Regelinda została wydana za mąż za Hermana syna Ekkeharda I margrabiego Miśni. Heman został margrabią Miśni w 1009 roku. Regelinada została jego żoną w drugiej połowie 1002 roku lub w 1003 roku. Przybliżoną datę ślubu ustala się w oparciu o relację Thietmara, który podał, że w 1003 roku w czasie wyprawy Chrobrego na rejon Miśni został oszczędzony przez oddziały polskie gród Strzała, stanowiący uposażenie córki Chrobrego. W czasie podobnej wyprawy w 1002 roku Strzała została podstępnie zdobyta przez Polaków. Nasuwa się więc wniosek, że wówczas nie stanowiła jeszcze uposażenia Regelindy. Przyjmuje się, że Regelinda zmarła po 25 kwietnia 1014 (Wielkanoc), gdyż wtedy po raz ostatni Thietmar nazywa Hermana zięciem Chrobrego. Najprawdopodobniej zmarła 21 III 1015 roku.
Chrobry zabiegał o poślubienia Ody, chcąc uzyskać poparcie Ekkehardynów dla zawartego w Budziszynie pokoju z cesarstwem. Zwłaszcza zależało Chrobremu na spokojnym posiadaniu Milska i Łużyc. Oda przybyła do Chrobrego cztery dni po zawarciu pokoju. Był to eksperyment na tyle niebezpieczny, że dwór polski zasilił się na pewno na nowo elementem niemieckim. Urodziła Chrobremu córkę Matyldę. Data śmierci Ody nie jest znana. Jej córka Matylda została 19 maja 1035 roku żoną Ottona ze Schweinfurtu księcia Szwabii. Jej małżeństwo trwało tylko rok i zakończyło się rozwodem, ze względu na zachodzące kanoniczne zbyt bliskie pokrewieństwo.
Parokrotne związki rodzinne Piastów z Ekkehardynami dowodzą, że nawet pozornie niedynastyczne koligacje Piastów łączyły ich z arystokracją bliską tronu, taką, której wartość genealogiczną określał termin – nobilissimi.
Postać Mieszka II jest ściśle związana z rozwojem stosunków polsko-niemieckich. W 1012 roku Henryk po zawarciu pokoju z Lutykami. Udał się na zachód, gdzie po kilkuletnich zmaganiach doprowadził do poddania się w Moguncji paru członków wichrzącej od początku jego panowania opozycji luksemburskiej. W skład tej opozycji wchodził, do chwili ugody mogunckiej, szwagier Ottona III, Ezzon, palatyn Dolnej Lotaryngii. Cieszył się on zaufaniem Ottona III poprzez tytuł pokrewieństwa i zasług osobistych. Z chwilą objęcia tronu niemieckiego przez Henryka II stał się jego przeciwnikiem na 10 lat. Pomimo tego nowy król liczył się z Ezzonem.
Na dwór Chrobrego garnęli się niezadowoleni z istniejących w Saksonii stosunków malkontenci; pozyskanie zaś panów saskich, choćby na razie z grupy pokrzywdzonych i mało wpływowych, było dla Chrobrego ważne z chwilą, gdy zmniejszyły się szeregi opozycji luksemburskiej, z którą niewątpliwie książę polski był w porozumieniu. Na to wskazuje małżeństwo Mieszka II z Rychezą, córką Herenfrieda Ezzona. Projekt tego małżeństwa powstał w 1013 roku. Istnieje hipoteza, że Rycheza została przyrzeczona Mieszkowi II już w 1000 roku na zjeździe gnieźnieńskim. Córka powiernika Ottona III miała zapewnić jemu samemu dwóch wiernych sprzymierzeńców w osobie Ezzona i Piastów. Rycheza bowiem nie nadawała się na gwarantkę pokoju Henryka II z Chrobrym, którego szczere zamiary także nie były pewne. S. Zakrzewski uważa, że małżeństwo zostało skojarzone z inicjatywy samego Bolesława Chrobrego i Herenfrieda, którzy od dawna utrzymywali ze sobą stosunki. Więc, że na zjeździe gnieźnieńskim doszło do zaręczyn jest bardzo prawdopodobne.
Podczas uwięzienia Mieszka II w Czechach, na rzecz jego uwolnienia interweniują Ezzonidzi. Niepomyślne załatwienie sprawy Mieszka mogło Ezzona niedawno zjednanego z Henrykiem II wepchnąć z powrotem w szeregi opozycji lotaryńskiej.
Podczas kolejnej wojny cesarz oblegał Krosno, którego bronił Mieszko II. Podczas forsowania Odry doszło do bitwy, podczas której zginął Zygfryd, syn margrabiego Hodona, niesłusznie oskarżanego o sprzyjanie Chrobremu.
W 1024 roku królem niemieckim został Konrad II. Był on żonaty z Gizelą, wdową po księciu szwabskim, a siostrą Matyldy, wdowy po księciu Karyntii, stryju Konrada II. Matylda po raz wtóry wyszła za mąż za Fryderyka, zarządzającego w zastępstwie ojca Lotaryngią, będącego jednym z przywódców opozycji lotaryńskiej, skierowanej przeciw Konradowi II. Na bliskie pokrewieństwo Konrada II z Ezzonidami zwracał uwagę Stanisław Zakrzewski, mówiąc o nadziejach, jakie mógł mieć z elekcją Konrada II Bolesław Chrobry.
Sytuacja Niemiec na początku panowania Konrada II była nader trudna. Król Burgundii Rudolf III Próżniak uznał za nieważny pakt zawarty z Henrykiem II, przekazujący po śmierci Rudolfa Burgundię cesarstwu. Lotaryngia i Saksonia również pozostawały w opozycji do króla. Mieszko II przedstawiał się dla Konrada II jako niebezpieczeństwo, nie tylko jako król Polski, ale jako sprzymierzeniec opozycji lotaryńskiej. Od chwili przybycia na dwór polski Rychezy był on zasilany stale żywiołem lotaryńskim. W pierwszym rzędzie jest to w zakresie kościelnym, czemu daje świadectwo list księżny Matyldy do Mieszka II. Istnieje przypuszczenie, że Mieszko II był w porozumieniu ze sprzymierzeńcem opozycji lotaryńskiej, królem Francji Robertem Kapetyngiem. Dowodem na to jest list dedykacyjny księżnej Matyldy, siostry królowej Gizeli i żony Fryderyka palatyna Górnej Lotaryngii. List ten dołączony był do darowanej Mieszkowi księgi liturgicznej. Osią treści listu jest, obok uznania tytułów królewskich Chrobrego i Mieszka II, gorąca pochwała dla ich działalności na terenie kościoła polskiego. Chodzi tu głównie chyba o założenie przez Mieszka II biskupstwa w Kruszwicy, mającego zastąpić zniszczone biskupstwo w Kołobrzegu. List Matyldy jest też wyrazem opinii poważnej liczby panów niemieckich, z którą musiał się liczyć Konrad II. Trzeba też pamiętać, że Matylda należała do gorących zwolenników reformy kościelnej, którzy w utrzymaniu się przy rządach Konrada II widzieli słusznie początek akcji reformistycznej.
Sprawy kościelne blisko wiązały ze sobą dwory polski i lotaryński. Przeciw Konradowi miały miejsca dwa sprzysiężenia panów niemieckich. Pierwsze miało miejsce w 1025 pod przywództwem Fryderyka, męża autorki listu. Drugie w 1027 roku, a jego głównym bohaterem był pasierb króla, Ernest II Szwabski z hrabią Welfem.
W tym okresie prawdopodobnie Rycheza nie dała się, podobnie jak jej ojciec Ezzo, wciągnąć do obozu wrogów cesarza.
Przykre nieporozumienie między Mieszkiem II a Rychezą spowodowało też, że Rycheza niedługo potem znalazła się wśród przeciwników męża. O nieporozumieniu tym wspomina Mnich Brunwilerski. Upokorzenie jakiego przez wywyższenie nałożnicy doznała siostrzenica Ottona III, wychowana zresztą w duchu głębokiej pobożności.
Po wyprawie na Polskę w 1031 roku rządy objął Bezprym. Po objęciu rządów usunął on Rychezę, która wyjechała do Niemiec wraz z insygniami królewskimi. Do podjęcia się pośrednictwa w przekazaniu regaliów cesarzowi skłoniła ją możliwość bezpiecznego wyjazdu z Polski. Rycheza udała się do Saksonii. Rycheza zdawała sobie sprawę, że powrót Mieszka II do kraju umożliwi następstwo po nim jej synowi. Po zabójstwie Bezpryma Niemcy osadzili na tronie wnuka Ody i Mieszka I, syna Świętopełka – Dytryka, niewymienianego w Dagome iudex.
Po śmierci Fryderyka Górną Lotaryngię objął wierny cesarzowi Gozelo. Burgundia po śmierci Rudolfa III weszła w 1032 roku w skład cesarstwa.
Ślub Władysława I Hermana z Judytą Marią odbył się w 1088 roku (jedynie Grodecki podaje datę 1089). Doszedł on do skutku za pośrednictwem kapelana Judyty – Ottona, późniejszego biskupa Bambergu i Henryka, późniejszego arcybiskupa polskiego. Związek ten, zainicjowany ze strony niemieckiej, miał na celu osłabienie rosnącej potęgi Wratysława II Czeskiego. Judyta utrzymywała kontakt z bratem, wysyłając mu bogate dary. Poza tym niewiele wiadomo o jej działalności w Polsce. Wywierała jednak duży wpływ na słabego Władysława I Hermana. Wymusiła na nim oddalenie Zbigniewa i osadzenie go w jednym z klasztorów w Niemczech. Gall wyrażał się o niej niepochlebnie, pisząc o jej nieokreślonych bliżej związkach z Sieciechem i zamachach około 1094 roku na życie obydwu pasierbów. W roku 1096 Henryk IV w liście do króla węgierskiego Almosa nazywa Władysława Hermana swoim przyjacielem i powinowatym. Zmarła po 1100, a przed 1107 rokiem.
Według historyka Marcina Bielskiego (1551) osiedlanie niemieckich kolonistów w Małopolsce na skraju jej rubieży przypisywano już Bolesławowi Chrobremu:
„A dlatego je (Niemców) Bolesław tam osadzał, aby bronili granic od Węgier i Rusi; ale że był lud gruby, niewaleczny, obrócono je do roli i do krów, bo sery dobrze czynią, zwłaszcza w Spiszu i na Pogórzu, drudzy też kądziel dobrze przędą i przetoż płócien z Pogórza u nas bywa najwięcej”.

## Stosunki kościelne i kulturalne
Zagadnienie stosunków kościelnych i kulturalnych państwa pierwszych Piastów z władcami niemieckimi napotyka na poważne trudności. Spowodowane są one nie tylko szczupłością źródeł i ich dużym rozrzuceniem, jak też tym, że temat ten nie został zbyt dobrze opracowany w historiografii polskiej. Przypuszcza się, że pierwszy polski biskup Jordan pochodził z Frankonii. Podobnie rzecz miała się z Lambertem.
Do czasów Bolesława Chrobrego trudno mówić o jakiś istotnych związkach kościelnych i kulturalnych. Jakieś kontakty kościelne były zapewne utrzymywane z Lotaryngią, skąd pochodziła Rycheza. Jej brat Herman (zmarły w 1056 roku) był od 1036 arcybiskupem kolońskim. Starszy brat Rychezy Ludoif był z kolei dowódcą rycerstwa arcybiskupów kolońskich.
O stosunkach kościelnych w tym okresie świadczy tzw. Kodeks Gertrudy. Jest to wspaniale iluminowany psałterz, sporządzony w końcu X wieku dla arcybiskupa trewirskiego Egberta, uzupełniony na przełomie X i XI wieku w Trewirze litanią i formułami spowiedzi dla kleru, a następnie w Krakowie kalendarzem, podającym święta obchodzone w Polsce, np. dedykacji katedry wawelskiej. Księgę tę otrzymała właśnie córka Rychezy – Gertruda.
Innym dziełem sztuki jest pochodzący ze skryptorium kolońskiego Sakramentarz tyniecki (archaiczna księga liturgiczna zawierająca zgodnie z kalendarzem modlitwy mszy świętej). Jego datacja waha się między 1040 a 1060 rokiem. Jest to zapewne dar Rychezy lub Hermana. Dostał się do Polski zapewne wraz z Aronem. Widoczni w nim są święci charakterystyczni dla kolońskiego kręgu kościelnego, tacy jak: Geron (Gereon), Wiktor, Kasjusz, Florencjusz, Maurycy, Feliks i Adaukt. Innym świadectwem kontaktów kościelno-kulturalnych za Rychezy jest drugie imię nadane jej synowi Kazimierzowi Odnowicielowi – Karol. Imię to było manifestacją przyswojenia sobie przez dwór polski za pośrednictwem Rychezy tradycji karolińskiej. Rycheza miała duży wpływ na stałe utrzymywanie kontaktów kościelnych i kulturalnych z Lotaryngią.
Innym przykładem jest dedykacja wzniesionego około 1025 roku w Krakowie kościoła św. Gereona, który ma koloński wzór założenia przestrzennego. Podobnie rzecz się ma z wezwaniem św. Feliksa i Adaukta wzniesionej wówczas rotundy lub ołtarza w istniejącej rotundzie. Trzeba podkreślić, że wezwania tych świętych nie są przypadkowe: głównymi ośrodkami promieniowania ich kultu na północ od Alp były właśnie kościoły kolońskie, w tym klasztor św. Gereona, do którego dobrodziejów zaliczali się Ezzonidzi.
Do tego kręgu należał także monasterium kanonickie Świętych Apostołów, do którego na początku 1024 roku sprowadził z Rzymu relikwie św. Feliksa i Adaukta główny fundator tego zgromadzenia kanoników arcybiskup koloński Pilgrim. Z kolei Pilgrim pozostawał w dobrych stosunkach z Ezzonidami. Po usunięciu się do Lotaryngii Rycheza utrzymywała kontakty z bratem arcybiskupem kolońskim Hermanem i z Ellonem, opatem Brauweiler. Poprzez nich pozyskiwała dla syna Kazimierza kadry potrzebne do odbudowy Kościoła w Polsce, zniszczonego walkami wewnętrznymi i najazdem czeskim. Dużo pieniędzy Rycheza przeznaczała na budowle sakralne w Polsce, wznoszone przez jej syna Kazimierza Odnowiciela. Wywiązywała się w ten sposób z dobrowolnie przyjętych na siebie obowiązków religijnych. Nie mogła bowiem politycznie popierać swojego syna, byłoby to niebezpieczne dla niej samej. Do końca życia utrzymywała kontakty z Polską, a zwłaszcza z dworem monarszym i kościołem. Ułatwiało jej to przeniesienie się do Saalfeld/Saale, gdzie zmarła w 1063 roku. Na jej grobie w 1400 roku wyryto herby Polski i Lotaryngii. Jej znaczenie dla rozwoju stosunków kościelnych i kulturalnych z Niemcami w XI wieku było bardzo poważne.
Z inicjatywy Rychezy i arcybiskupa Hermana przybył do Polski Aron, benedyktyn i późniejszy arcybiskup. Aron pochodził z klasztoru w Brauweiler pod Kolonią, fundacji Ezzonidów. Ufundowany przez Kazimierza Odnowiciela klasztor w Tyńcu miał zakonników wywodzących się z klasztoru św. Jakuba w Leodium w metropolii kolońskiej. Trzeba dodać też, że najstarszy konwent benedyktynów w Polsce powstał właśnie przy fundowanym właśnie przez Rychezę wawelskim kościele św. Gerona (Gereona).
Na dworze Judyty Marii obowiązki kapelana przez kilka pierwszych lat jej pobytu w Polsce pełnił Otton, późniejszy biskup Bambergu (1102–1139). Z Bambergiem dwór polski utrzymywał bliższe kontakty już od czasów Mieszka II. Pod koniec panowania Władysława Hermana przybyło do Polski dwu tamtejszych prałatów z tytułem biskupim – Eberhard i Henryk. Przez nich książę przesłał do Bambergu dwa złote krzyże, fundując dla siebie i żony Judyty odprawianie mszy świętej w tamtejszej katedrze. Temu wydarzeniu zawdzięczamy wystawienie najstarszego zachowanego w oryginale dokumentu polskiego.
Gościli w Polsce również inni biskup niemieccy, np. zagadkowy biskup Henryk, którego pewni badacze niesłusznie kreowali na arcybiskupa gnieźnieńskiego przed Bogumiłem, a także Franko, niesłusznie uważany za biskupa w pomorskim Białogardzie. Biskup o tym imieniu uznawany jest raczej za biskupa poznańskiego lub płockiego, należącego do bliskiego otoczenia Judyty Marii.
Judytę Marię można uznać największą dobrodziejkę zakonu benedyktyńskiego w Polsce. Wszystkie ważniejsze fundacje datowane na XI wiek pochodzą z czasów Kazimierza Odnowiciela lub Władysława Hermana. Nigdy nie są to fundacje Bolesława Śmiałego. Zarówno Odnowiciel, Herman, jak i później Krzywousty mieli otwartą drogę do ośrodków kościelnych w Niemczech, które pomagały chociażby godząc się na przenoszenie konwentów benedyktyńskich z Nadrenii do Polski. Takich kontaktów natomiast nie miał Bolesław Śmiały.
Kontakty Polski z ośrodkami niemieckimi widać też w architekturze kościołów polskich. Katedra w Poznaniu, jak wskazują badacze, jest analogiczna z budowlami saskimi z czasów Ottonów; w Essen, Nowej Korbei czy Gernrode. Inni badacze widzą analogie do katedr w Naumburgu (ok. 1021–1044), w Szafuzie (ok. 1050), czy Magdeburga (Unger był ściśle powiązany z Magdeburgiem). Mowa już była o wezwaniach kościołów związanych z fundacjami Rychezy w Krakowie.
Za panowania Kazimierza Odnowiciela, wychowanka benedyktyńskiego klasztoru w Brauweiler, istniały większe możliwości zakładania klasztorów i kościołów niż za panowania Śmiałego. Klasztor w Tyńcu ma analogie mozańskie, a w Mogilnie – kolońskie.
Z czasów Judyty Marii pochodzą inne dzieła sztuki związane pochodzeniem z krajami niemieckimi. Do tej pory wymieniono i omówiono związane z Nadrenią Kodeks Gertrudy i Sakramentarz tyniecki. Do tej grupy dzieł sztuki należy dołączyć tzw. Ewangeliarz z Krakowa, zwany Emmeramskim (pochodzi on z klasztoru św. Emmerama z Ratyzbony). Nie ulega wątpliwości, że powstał on w latach 1099–1101 i był prezentem Judyty Marii dla katedry krakowskiej.
Innym takim ewangeliarzem podarunkiem Judyty Marii jest ewangeliarz gnieźnieński, pochodzący z ok. 1097 roku.
Trzecim podarunkiem Judyty Marii jest tzw. ewangeliarz pułtuski, darowany zapewne katedrze płockiej. Wszystkie te trzy dzieła sztuki pochodzą zapewne z Ratyzbony, są darami prawdziwie królewskimi. Na taki dary mogła sobie pozwolić tylko siostra cesarz Henryka.

### Związki literackie
Z polską kulturą związana jest ściśle twórczość prozatorska Brunona z Kwerfurtu, działającego na przełomie X i XI wieku. Zachowały się trzy jego utwory: Żywot drugi św. Wojciecha, Żywot Pięciu Braci Męczenników oraz List do króla Henryka II, ponadto przypisywana bywa mu zaginiona Pasja św. Wojciecha. Tematyka wszystkich tych utworów wiąże się z Polską. Mogły też one powstać częściowo podczas pobytów Brunona w Polsce.
Kolejnym tekstem pochodzącym z Niemiec, a związanym z Polską, jest List dedykacyjny Matyldy dla Mieszka II z około 1025–1028, zawarty w Kodeksie Matyldy. List ten zawiera pochwałę Mieszka II, wygłaszaną przez księżnę lotaryńską Matyldę, i prośbę o przyjęcie księgi.
Z końca XI wieku pochodzi dokument Władysława Hermana dla katedry w Bambergu, przechowywany obecnie w Monachium, będący najstarszym zachowanym w oryginale dokumentem wystawionym przez polskiego władcę.